# برای همیشه
برای همیشه: داستان سیندرلا (به انگلیسی: Ever After) فیلمی محصول سال ۱۹۹۸ آمریکا به کارگردانی اندی تننت است. در این فیلم بازیگرانی همچون درو بریمور، آنجلیکا هیوستون، دوگری اسکات، مگان دادز، ملانی لینسکی و ژن مورو، جودی پارفیت، تیموتی وست، ریچارد اوبراین، پاتریک گود فری، جروئن کرابا و توبی جونز ایفای نقش کرده‌اند. این فیلم بر اساس داستان سیندرلا نوشته شارل پرو ساخته شده است.